# Scopula zernyi
Scopula zernyi är en fjärilsart som beskrevs av Karl Schawerda 1927. Scopula zernyi ingår i släktet Scopula och familjen mätare. Inga underarter finns listade.